# Velinszky László
Velinszky László (Előszállás, 1888. augusztus 28. – Siófok, 1919. szeptember 23.) magyar tanító, szerkesztő.

## Élete

### A Tanácsköztársaságig
Hétgyermekes, szegény családban született a Fejér vármegyei Előszálláson, s bár tanárnak készült, szülei az egyetemet nem tudták állni, így okleveles tanítóként helyezkedett el (1907). Kezdetben még csak segédtanítóként működött, majd Székesfehérvárra ment, ahol az Olaj utcai iskolában vállalt tanítói állást. 1911-ben felvették a szabadkőműves Petőfi páholyba. 1912-ben részt vett az egyetemes tanítógyűlésen, ahol megismerkedett Somogyi Bélával. Ekkortájt kapcsolódott be a munkásmozgalomba, s a fehérvári Délivasúti Műhely munkásdalárdájának vezetője lett. 1917-ben belépett a Magyarországi Szociáldemokrata Pártba, s a következő évben párttitkár lett. Házastársával, Fáradi Mária tanítónővel együtt a nők emancipációjáért küzdött, s közösen szerkesztették a Jövő Nője című lapot. Az itt megjelent írásai miatt elbocsátották állásából. Az őszirózsás forradalom után a székesfehérvári és Fejér vármegyei Nemzeti Tanács Intéző Bizottságának tagja volt, s a Székesfehérvár és Vidéke c. szociáldemokrata lapot is szerkesztette.

### A proletárdiktatúra alatt és után
A kommün alatt a megyei és városi direktórium tagja volt. Az államosításról szóló rendelet előtt elrendelte a megye közoktatási biztosaként az iskolák államosítását, illetve a vallásoktatás felfüggesztését. Néhány hét leforgása alatt kollégáival együtt egy új történelmi olvasókönyvet hozott létre, s a lefoglalt grófi kastélyokban iskolákat nyitott, illetve (pl. a nagyhantosi kastélyban) proletárgyerekeket nyaraltatott. Lefoglalta a székesfehérvári püspöki palotát is, mivel múzeumot, illetve könyvtárat szeretett volna ott létrehozni. A pedagógusok ideológiai képzését is megszervezte, s elrendelte egy kulturális folyóirat kiadását is Eszme címmel. Elképzeléseiből nem sok valósulhatott meg, mivel a Magyarországi Tanácsköztársaság augusztus elsején összeomlott, Velinszky pedig a bukás után szeptemberben a fehérterror áldozata lett.

## Emlékezete
Egy ideig a pusztaszabolcsi Szabolcs Vezér Gimnázium az ő nevét viselte. Székesfehérvárott korábban a mai Wathay Ferenc és Kígyó utca, valamint a Németh László Általános Iskola viselte nevét, Dunaújvárosban és Mezőfalván ma is létezik utca az ő nevével. Tiszteletére hozták létre a Velinszky László-díjat.